# Estación Gondel
Gondel era una estación de metro en Amstelveen en la línea de metro 51, una ruta híbrida de metro/sneltram (tren ligero) que usaba tranvías de piso alto, La parada recibió su nombre del Gondel (barco). La estación cerró el 3 de marzo de 2019 y posteriormente fue demolida. Después del cierre, la línea de metro al sur de la Estación Amsterdam Zuid, también conocida como Amstelveenlijn, se convirtió en tranvías de piso bajo. Hoy en día, no hay parada de tranvía en el sitio. Desde su apertura el 9 de diciembre de 2020, los tranvías de la línea 25 han estado pasando por el sitio sin detenerse.
Para aumentar la confiabilidad y reducir el tiempo de viaje en la línea reconstruida, se demolieron cinco estaciones de la línea 51, incluida Gondel, en lugar de reconstruirlas como paradas para tranvías de piso bajo. El sitio de la antigua estación de metro está a 350m de la Estación Meent reconstruida y a 800m de la Estación Sportlaan. Gondel solía dar servicio a las áreas residenciales de Waardhuizen y Middenhoven.